# Jennie-Lee Burmansson
Jennie-Lee Burmansson (Sälen, 12 luglio 2002) è un'ex sciatrice freestyle svedese specialista dello slopestyle.

## Biografia
Già vicecampionessa mondiale juniores, Jennie-Lee Burmansson ha esordito in Coppa del Mondo all'età di 15 anni partecipando alla gara di slopestyle che si è svolta a Cardrona, in Nuova Zelanda, nell'agosto 2017. Tre mesi dopo ha ottenuto pure la sua prima vittoria nelle Alpi dello Stubai, in Austria.
Ha disputato le Olimpiadi di Pyeongchang 2018 ottenendo l'ottavo posto nella finale dello slopestyle, e ha concluso la stagione olimpica vincendo la Coppa del Mondo di slopestyle.

## Palmarès

### Giochi olimpici giovanili
- 2 medaglie:
  - 2 bronzi (slopestyle, big air a Losanna 2020)

### Winter X Games
- 2 medaglie:
  - 1 oro (big air a Fornebu 2018)
  - 1 bronzo (slopestyle ad Aspen 2018)

### Mondiali juniores
- 1 medaglia:
  - 1 argento (slopestyle a Chiesa in Valmalenco 2017)

### Coppa del Mondo
- Vincitrice della Coppa del Mondo di slopestyle nel 2018
- Miglior piazzamento in classifica generale: 3ª nel 2018
- 5 podi:
  - 1 vittoria
  - 2 secondi posti
  - 2 terzi posti

#### Coppa del Mondo - vittorie
| Data             | Luogo             | Paese   | Disciplina |
| ---------------- | ----------------- | ------- | ---------- |
| 26 novembre 2017 | Alpi dello Stubai | Austria | SS         |

Legenda:

SS = Slopestyle